# Cedro-cheiroso
O cedro-cheiroso (Cedrela odorata), também conhecido pelos nomes vulgares de acaju, cedro-fêmea, cedro-rosa, cedro-espanhol, cedro-vermelho, cedro-mogno e cedro-brasileiro é uma árvore da família das meliáceas, com uma ampla distribuição natural, ocorrendo do México a Argentina. No Brasil ocorre na Floresta Atlântica, na Amazônia e mesmo na Caatinga.

## Características
Chega a atingir 35 m de altura e 150 cm de diâmetro.
As suas folhas são compostas.
Possui caule rugoso.
As flores são amarelo-pálidas e aparecem de janeiro a maio. Os frutos são capsulares deiscentes com 2,0 a 3,5 cm de comprimento, encontram-se maduros de março a setembro. Suas folhas possuem formato de lâmina e  7 pares de folíolos e 11 folíolos opostos.
A madeira caracteriza-se pelo seu cerne vermelho e é muito utilizada e apreciada na produção de mobília. É utilizada na produção de óleo essencial utilizado em perfumaria.
Em virtude de sua madeira de excelente qualidade, o cedro está ameaçado de extinção resultante da exploração excessiva. Pode ser utilizada para fins de carpintaria, construção naval e aeronáutica. Também é uma ótima aliada para restauração de florestas.
Seu sistema de reprodução é através do sistema sexual monóico e sua polinização é feita principalmente por mariposas e insetos. 
O cedro brasileiro não deve ser confundido com o cedro do Líbano, que é uma Gimnosperma do gênero Cedrus. Provavelmente, Cedrela odorata recebeu o mesmo nome que o cedro (Cedrus) devido à boa qualidade da sua madeira e ao odor característico desta, semelhante ao do cedro-do-líbano.

## Distribuição Geográfica
A espécie possui ampla distribuição. No Brasil, encontra-se nos biomas de Floresta Amazônica e Mata Atlântica principalmente no Sul da Bahia e Norte do Espírito Santo.

## Produção de Mudas
Após colher os frutos diretamente da árvore já abertos, colocá-los sob o sol para abertura e posteriormente liberação de sementes. Um quilo pode chegar a ter cerca de 33 mil sementes. Em seguida, deve-se semear canteiros em locais que cheguem luz solar e as sementes com uma fina camada de substrato. Esta espécie produz muitas plântulas nas cabrucas que podem ser colocadas diretamente em saquinhos para a produção de mudas.